# Myagrus vinosus
Myagrus vinosus är en skalbaggsart som först beskrevs av Francis Polkinghorne Pascoe 1866.  Myagrus vinosus ingår i släktet Myagrus och familjen långhorningar.
Artens utbredningsområde är Filippinerna. Inga underarter finns listade i Catalogue of Life.